# Меловой Завод
Меловой Завод — посёлок в Акбулакском районе Оренбургской области. Входит в состав Мичуринского сельсовета.

## География
Посёлок находится на расстоянии 8 км к северо-востоку от посёлка городского типа Акбулак, административного центра района.

### Часовой пояс
Посёлок Меловой Завод, как и вся Оренбургская область, находится в часовой зоне МСК+2. Смещение применяемого времени относительно UTC составляет +5:00.

## Население
| 2010 |
| ---- |
| 141  |